# هیناتا ساتو
هیناتا ساتو (انگلیسی: Hinata Satō؛ ۲۳ دسامبر ۱۹۹۸ – ) خواننده، صداپیشه، بازیگر، و مدل (شخص) اهل ژاپن بود. وی از سال ۲۰۱۰ میلادی تاکنون مشغول فعالیت بوده‌است.